# La guerra di Zakalwe
La guerra di Zakalwe (titolo originale Use of Weapons) è un romanzo di fantascienza dello scrittore scozzese Iain M. Banks, pubblicato per la prima volta nel 1990. È il terzo romanzo del Ciclo della Cultura.

## Storia editoriale
Nel 1974 Banks scrisse una versione molto più lunga del libro con un'impostazione ancor più complicata (Banks: "Era impossibile comprenderla senza pensare in sei dimensioni"), molto prima che qualunque altro suo libro (di fantascienza o meno) fosse stato pubblicato.
Questo romanzo ha un prequel: Lo stato dell'arte dove compaiono due dei personaggi: Diziet Sma e il drone Skaffen-Amtiskaw.

## Struttura
La narrazione assume la forma di una biografia frammentaria di un uomo chiamato Cheradenine Zakalwe, nato fuori dalla Cultura ma reclutato al suo interno dall'agente di Circostanze Speciali Diziet Sma per lavorare come agente operativo intervenendo in civiltà più primitive. Il romanzo racconta alcuni di questi interventi e i tentativi di Zakalwe di fare i conti col proprio passato.
Il libro è costituito da due linee narrative, intessute in capitoli alterni. I numeri dei capitoli indicano a quali linee appartengono: una linea è numerata prima in parole (Uno, Due ...), mentre l'altra è numerata al contrario con i numeri romani (XIII, XII ...). La storia narrata dai primi avvenimenti prosegue cronologicamente (come suggerito dai numeri) e racconta una storia autonoma, mentre i successivi capitoli avanzano a ritroso nella vita di Zakalwe. A complicare ulteriormente quest'impostazione vi sono un prologo ed un epilogo ambientati subito dopo gli avvenimenti riconducibili alla linea narrativa principale, e molti flashback sparsi tra i vari capitoli.

## Trama
IL libro è composto da due filoni narrativi, intrecciati in capitoli alternati. I numeri dei capitoli indicano a quale filone appartengono: un filone è numerato in avanti in parole (Uno, Due...), mentre l'altro è numerato in senso inverso con numeri romani (XIII, XII...). La storia raccontata dal primo avanza cronologicamente (come suggeriscono i numeri) e racconta una storia autonoma, mentre il secondo è scritto in cronologia inversa con ogni capitolo successivamente precedente nella vita di Zakalwe.[2] A complicare ulteriormente questa struttura c'è un prologo e un epilogo ambientati poco dopo gli eventi della narrazione principale e molti flashback all'interno dei capitoli.
Il flusso narrativo in avanti tratta dei tentativi di Diziet Sma e di un drone di nome Skaffen-Amtiskaw (di Special Circumstances, una divisione della Contact Section) di arruolare nuovamente Zakalwe per un altro lavoro. Deve prendere contatto con Beychae, un vecchio collega, che vive in un ammasso stellare politicamente instabile, per promuovere gli obiettivi della Cultura nella regione. Il pagamento richiesto da Zakalwe è l'ubicazione di una donna, di nome Livueta. Il flusso narrativo che si muove all'indietro descrive i lavori precedenti che Zakalwe ha svolto per la Cultura, tornando infine alla sua infanzia pre-Cultura con le sue due sorelle (Livueta e Darckense) e un ragazzo della sua età di nome Elethiomel il cui padre è stato imprigionato per tradimento.
Mentre i due flussi della narrazione si concludono, emerge che Elethiomel e Zakalwe comandarono due eserciti opposti in una sanguinosa guerra civile. Elethiomel prese in ostaggio Darckense prima di farla finalmente uccidere e le sue ossa e la sua pelle trasformate in una sedia, da inviare a Zakalwe, che tentò il suicidio dopo averla ricevuta.
Dopo il successo dell'estrazione di Beychae, uno Zakalwe gravemente ferito viene riportato nel suo pianeta natale per vedere Livueta. Lei lo rifiuta e rivela che "Cheradenine Zakalwe" è in realtà Elethiomel che aveva rubato l'identità del vero Zakalwe dopo che Zakalwe si era ucciso con successo durante la guerra civile. Elethiomel soffre di un aneurisma e Skaffen-Amtiskaw esegue un intervento chirurgico nel tentativo di salvarlo; non è specificato se Elethiomel sopravviva.
L'epilogo è una continuazione del prologo. Non è immediatamente evidente se la storia raccontata da questi "fermalibri" si svolga prima o dopo che Zakalwe/Elethiomel soffra di un aneurisma. L'indizio che ha luogo non molto tempo dopo è "Zakalwe che si passa la mano tra i capelli lunghi che non ci sono più..."

## Edizioni
- (EN) Iain M. Banks, Use of Weapons, Little, Brown, 1990,  p. 352, ISBN 0-356-19160-5.

- (EN) Iain M. Banks, Use of Weapons, London : Orbit, 1990, ISBN 0-356-19160-5, ISBN 0-7088-8358-3, ISBN 0-7088-8350-8, ISBN 1-85723-135-X (UK), ISBN 0-553-29224-2 (US)
- Iain M.Banks, La guerra di Zakalwe, traduzione di Gianluigi Zuddas, collana Cosmo Argento n° 223, Editrice Nord, 1991,  p. 389, ISBN 88-429-0225-X.
- Iain M. Banks, La guerra di Zakalwe, in Il ciclo della Cultura. Prima trilogia, traduzione di Gianluigi Zuddas, collana Oscar draghi, Mondadori, 29/06/2021,  p. 960, ISBN 978-8804739494.